# Mall of Arabia
Mall of Arabia — строящийся торговый комплекс в Дубае (ОАЭ). Должен стать частью City of Arabia в многофункциональном комплексе Dubailand.
Первая очередь строительства предусматривает возведение 371 612 м² торговой площади и парковки на 10 400 автомобилей. Торговая площадь комплекса после завершения строительства должна составить 929 030 м², что превысит площадь New South China Mall и сделает Mall of Arabia крупнейшим в мире.
Американская компания Starbucks Corporation в 2005 году объявила о намерении открыть в Mall of Arabia самую большую в мире кофейню Starbucks.